# Притула Остап Ігорович
Остап Ігорович Притула (нар. 24 червня 2000, Львів, Україна) — український футболіст, атакувальний півзахисник львівського «Руху».

## Клубна кар'єра
Народився у Львові, футболом розпочав займатися в ФК «Покрова». Потім потрапив до дитячо-юнацької академії «Карпат», в якій займався до 2017 року. З 2017 року виступав за львівську команду в юніорському чемпіонаті України, починаючи з сезону 2018/19 років витупав вже в молодіжному чемпіонаті України.
Напередодні старту сезону 2019/20 років почав залучатися до тренувань першої команди «Карпат». У жовтні 2019 року головний тренер «зелено-білих» Роман Санжар відзначив Остапа Притулу як одного з гравців, які можуть потрапити в першу команду. У складі «Карпат» дебютував 23 лютого 2020 року в нічийному (1:1) домашньому поєдинку 19-о туру УПЛ проти «Дніпра-1». Остап вийшов на поле в стартовому складі, а на 87-й хвилині його замінив Артем Козак. Загалом зіграв у сезоні 2019/20 6 ігор чемпіонату, а команда через фінансові проблеми була відправлена до Другої ліги. Там Притула зіграв за «левів» ше один матч на початку наступного сезону і у жовтні 2020 року повернувся до елітного дивізіону, підписавши угоду з іншим львівським клубом «Рух» (Львів).
У «Русі» Остап швидко став гравцем основної команди. 17 жовтня 2020 вперше з'явився на полі за львівську команду, вийшовши на заміну на останній хвилині матчу проти київського «Динамо». 14 лютого 2021 Притула вперше вийшов у стартовому складі на домашню гру проти «Ворскли» (1:1), а в наступному матчі — 21 лютого проти «Шахтаря» (поразка 2:0) — вперше відіграв усі 90 хвилин. Дебютний гол на дорослому рівні він забив 2 травня 2021 у ворота ФК «Олександрія» (перемога 2:1). 12 листопада 2023 Притула провів свій 60-й матч за основний склад «Руху» (58 у чемпіонаті та 2 в кубку), також має в своєму активі 1 матч за «Рух-2» у Прем'єр-лізі Львівської області.

## Кар'єра в збірній
Виступав за юнацькі збірні України різних вікових категорій.